# Global Education Network 20
Global Education Network 20（グローバルエデュケーションネットワーク20）とは、東京都教育委員会から指定され、グローバル人材育成における先進的な取組の推進を重点においた東京都立高等学校である。
略称はGE-NET20。

## 概要
2022年度（令和4年度）に指定。東京グローバル人材育成指針に基づく、東京都におけるグローバル人材育成に係る取組の充実を図るため、先進的な取り組みを推進する学校として指定されている。取り組みは、以下の3つのグループに分けて実施されている。指定期間は2024年度（令和7年度）までの3年間である。
- 学問・探究グループ（10校）：外国語をツールとして活用しながら、探究的な学びを深める学校
- 対話・理解グループ（7校）：留学生の受入れや意見交換等、外国の生徒等との交流を通して、自己の確立や世界の一員としての自覚を促す学校
- 実地・協働グループ（3校）：国内外の多様な他者と、ものづくり等の協働を通して、社会貢献や地域貢献等に取り組む学校

2018年度から2021年度まで実施された「東京グローバル10」事業によって培われた知見や成果をもとに、英語を用いたより高度な探究的な取り組みを行っている。

### 取り組み
- JETの複数配置
- 生徒対象のオンライン英会話研修・外部検定試験の受験補助
- SDGs等の国内外の課題解決に関する生徒の研究・発表
- 海外の学校等と継続的な国際交流の推進及び海外語学研修
- 海外大学等進学支援
- 大使館や大学等の外部機関との連携による交流

## 指定校

### 学問・探究グループ
- 東京都立日比谷高等学校
- 東京都立白鷗高等学校
- 東京都立深川高等学校
- 東京都立富士高等学校
- 東京都立西高等学校
- 東京都立戸山高等学校
- 東京都立大泉高等学校
- 東京都立八王子東高等学校
- 東京都立南多摩中等教育学校
- 東京都立武蔵野北高等学校

### 対話・理解グループ
- 東京都立小石川中等教育学校
- 東京都立三田高等学校
- 東京都立三鷹中等教育学校
- 東京都立国際高等学校
- 東京都立飛鳥高等学校
- 東京都立立川国際中等教育学校
- 東京都立小平高等学校

### 実地・協働グループ
- 東京都立大田桜台高校
- 東京都立千早高等学校
- 東京都立町田工科高等学校

## 沿革
- 2022年（令和4年）4月 - 20校を指定。指定期間は2024年（令和7年）3月まで。